# Eragrostis ancashensis
Eragrostis ancashensis là một loài thực vật có hoa trong họ Hòa thảo. Loài này được P.M.Peterson, Refulio & Tovar mô tả khoa học đầu tiên năm 2000.